# Японские счётные суффиксы
В японском языке числительные, передающие информацию о количестве объектов, почти всегда используются с постфиксами — специальными служебными словами, которые называются счётные суффиксы (яп. 助数詞 дзёсу:си).
Похожая ситуация наблюдается во многих языках, если с неисчисляемыми существительным не может непосредственно употребляться числительное. В русском литературном языке перед такими существительными (сок, дым) не может стоять числительное. (Хотя в разговорном языке выражения вроде «два сока, пожалуйста» вполне допустимы.) Их количество определяется с помощью специальных слов, обозначающих количество: «литр», «стакан». Эти слова являются самостоятельными и поэтому не являются прямыми аналогами счётных суффиксов, хотя в некоторых случаях предложения строятся идентично:
コーヒーを一杯お願いします: ко:хи:-о иппай онэгайсимасу — чашечку кофе, будьте любезны.
Другой непрямой аналогией может служить использование специальных слов для счёта определённого рода объектов. Например, счёт крупного рогатого скота по головам («20 голов» вместо «20 коров» или «20 свиней»), отрезов ткани по штукам («три штуки парчи» вместо «три отреза» или «три рулона»), огнестрельного оружия по стволам («сейф на 5 стволов») и т. д.

## Перевод на русский язык
Конструкции со счётными суффиксами можно разделить на три группы в зависимости от того, как они переводятся на русский язык.
1. Конструкции с суффиксами, являющимися единицами измерения (времени, температуры) или представляющие собой слова, которые обозначают объекты (остров, страна, этаж и т. п.), как правило, переводятся с использованием соответствующего слова в родительном падеже («посетил три страны», «температура 16 градусов», «исполнилось 20 лет», «пятый этаж») или с образованием сложносоставного прилагательного («семилетний ребёнок», «пятиминутный перерыв», «трёхэтажный дом»). Носитель русского языка даже может не воспринимать эти суффиксы как особенность японского языка, поскольку их употребление близко к соответствующим конструкциям в его родном языке.
2. Конструкции с суффиксами, употребляющимися с несчётными (в русском языке) существительными, тоже выглядят для носителей русского языка естественно. В разговорном русском допустимо говорить «дайте три молока и два сока», однако в грамотной речи и на письме необходимо уточнение, например, «три бутылки молока и два пакета сока». Поэтому японские счётные суффиксы, употребляющиеся с несчётными существительными, переводятся на русский естественным образом («два рулона обоев», «чашка чая»).
3. Наиболее сложны для понимания конструкции, в которых счётные суффиксы используются со счётными существительными. Например, выражение «в семье три ребёнка» в японском языке будет содержать не только слово «ребёнок», но и счётный суффикс для обозначения людей: «детей в семье три человека». Аналогично, нельзя сказать «я купил три яблока», обязательно требуется счётный суффикс для обозначения мелких предметов: «я купил яблок три штуки». В большинстве же случаев японские конструкции и вовсе невозможно точно передать по-русски с указанием на существование счётного суффикса.

## Употребление
В японском языке конструкции с использованием количественных числительных могут строиться по нижеследующим схемам.
- Первая схема: количество + суффикс — の (но) — предмет, например:

一本 — の — 鉛筆: иппон-но эмпицу, один карандаш;
八歳 — の — 娘: хассай-но мусумэ, восьмилетняя девочка.
В данных примерах идентичные в японском языке конструкции передаются при переводе совершенно по-разному.
- Вторая схема:  предмет — частица связи с глаголом — количество + суффикс — глагол, например:

鉛筆 — を — 三本 — 買いました: эмпицу-о санбон каймасита, купил три карандаша.
八歳の娘 — が — 三人 — います: хассай-но мусумэ-га саннин имасу, присутствуют три восьмилетних девочки.
При выборе суффикса учитывается не только фактическая принадлежность к классу вещей («круглые предметы» или «животные»), но и форма.
- «один плывущий тунец» — иппики но магуро (яп. 一匹の鮪, считается на «головы скота»),
- «один выловленный тунец» — иппон но магуро (яп. 一本の鮪, считается на «цилиндрические предметы»),
- «одна тушка тунца без головы и кожи» — иттё: но магуро (яп. 一丁の鮪, считается на «порции»),
- «один кусок тунца» — хитокатамари но магуро (яп. 一塊の鮪, считается на «куски»),
- «тонкий ломтик тунца в упаковке» — хитосаку но магуро (яп. 一冊の鮪, считается на «полоски»),
- «отрезанный кусочек мяса тунца, готовый к употреблению» — хитокирэ но магуро (яп. 一切れの鮪, считается на «кусочки»).

## Список счётных суффиксов
В примерах выше используются суффиксы 本 («хон», иногда произносится как «пон» или «бон»), 歳 («сай») и 人 («нин»). Наиболее употребительные суффиксы приведены в таблице:
| Кандзи | Хирагана         | Киридзи       | Применение | Пример                                                   |
| ------ | ---------------- | ------------- | --- | -------------------------------------------------------- |
| 個     | こ               | ко            | мелкие предметы, не входящие в другие категории, в том числе плоды, монеты и др.                                                                                         | хакко-но ринго (восемь яблок)                            |
| 本     | ほん, ぼん, ぽん | хон, бон, пон | длинные цилиндрические предметы: деревья и цветы, ручки и карандаши, продолговатые фрукты и овощи, зонты; кинофильмы; схватки в единоборствах; автобусы; составы поездов | роппон-но банана (шесть бананов)                         |
| 枚     | まい             | май           | плоские предметы: листы и листья, картины и фотографии без рамки, тарелки, доски, сложенная или висящая одежда                                                           | итимай-но тикэтто (один билет)                           |
| 人     | にん             | нин           | люди | нидзюнин-но гакусэй (двадцать студентов)                 |
| か月   | かげつ           | кагэцу        | периоды времени, выраженные в месяцах | росиа-ни сан-кагэцу имасита (три месяца провёл в России) |
| 月     | がつ             | гацу          | для названий месяцев | гогацу-ни (в мае; гогацу — пятый месяц)                  |
| 時     | じ               | дзи           | для счёта часов | има ёдзи дэс (сейчас четыре часа)                        |
| 台     | だい             | дай           | для счёта больших предметов, техники | курума га нидай аримасу ([у меня] две машины)            |
| 羽     | わ               | ва            | для счёта птиц и кроликов | ути дэ тори о нива каимасу (дома держу двух птиц)        |
| 晩     | ばん             | бан           | для счёта вечеров, ночей |                                                          |
| 度     | ど               | до            | для счёта разов, повторов, событий | мо: итидо ёндэ кудасай (прочтите ещё [один] раз)         |
| 日     | か               | ка            | для названий 2—10 дней месяца, также периодов от 2 до 10 дней | гогацу коконо-ка (Девятое Мая)                           |
| 代     | だい             | дай           | для счёта эпох и поколений |                                                          |
| 名     | めい             | мэй           | вежливый суффикс для счёта людей (см. также нин) |                                                          |
| 年     | ねん             | нэн           | для счёта лет | Киссатэн-дэ итинэн хатаракимасита (год работал в кафе)   |
| 尾     | び               | би            | для счета рыб |                                                          |
| 杯     | はい             | хай           | для счета чашечек (сакэ, чай), также для счета осьминогов, кальмаров |                                                          |

Следующие суффиксы тоже регулярно встречаются в речи японцев:
| Кандзи | Хирагана | Киридзи | Применение                                    |
| ------ | -------- | ------- | --------------------------------------------- |
| 発     | はつ     | хацу    | для счёта выстрелов и ударов                  |
| 冊     | さつ     | сацу    | для счёта книг                                |
| 門     | もん     | мон     | для счёта пушек                               |
| 部     | ぶ       | бу      | для счёта копий бумаг                         |
| 頭     | とう     | то:     | для крупных животных                          |
| 課     | か       | ка      | для счёта занятий, уроков                     |
| 品     | ひん     | хин     | для счёта блюд                                |
| 通     | つう     | цу:     | для счёта документов, писем; способов, сортов |
| 回     | かい     | кай     | для счёта разов                               |
| 対     | つい     | цуй     | для счёта наборов                             |
| 歩     | ほ       | хо      | для счёта шагов                               |
| 畳     | じょう   | дзё:    | для счёта площади по количеству татами        |
| 艘     | そう     | со:     | для счёта маленьких лодок                     |
| 俵     | ひょう   | хё:     | для счёта сумок                               |

Без суффиксов могут употребляться только десять исконно японских числительных, оканчивающихся на -цу (хитоцу, футацу, мицу…).
二つ | の | 桜ん坊
футацу| но | сакурамбо
две | вишенки
вместо:
二 | 個 | の | 桜ん坊
ни | ко | но | сакурамбо
две | штуки | вишенки

## Вопросительные местоимения
Вопросительные местоимения в японском языке столь же разнообразны, как и счётные суффиксы, и так же зависят от того, к каким предметам относятся. В общем случае вопросительные местоимения образуются путём сложения вопросительного слова «нан» (яп. 何, что) и счётного суффикса. Таким образом, вопрос «Сколько сакур растёт в саду?» может выглядеть так:
桜の木は |  何本 | 庭に | あります |か
сакураноки-ва | намбон | нива-ни | аримас | ка (вопросительная частица)
вишнёвое дерево| сколько | в саду | имеется | ?
Существуют и другие вопросительные местоимения, например 幾ら (яп.  икура, сколько(как дорого)).